# Andigena
Andigena или планински тукани су род птица из фамилије тукана. Живе у влажним планинским шумама Анда у Јужној Америци, од Боливије до Венецуеле. Ови тукани су средње величине, имају маслинасто-браон перје, црни кљун, жуту крњу, плавосиве груди и црвену позадину.

## Врсте
- Сивогруди планински тукан
- Ћубасти планински тукан
- Обични планински тукан
- Црнокљуни планински тукан